# Cladocolea inconspicua
Cladocolea inconspicua là một loài thực vật có hoa trong họ Loranthaceae. Loài này được (Benth.) Kuijt mô tả khoa học đầu tiên năm 1975.